# 一加手機2
一加手機 2（OnePlus 2，外文也常縮略為OP2），是萬普拉斯於2015年7月28日推出的智能平板手機。一加採用虛擬現實的方式召開一加手機2的發布會，本發布會採用的是簡易的Google Cardboard配上自家的虛擬現實應用程式來實現。
本機搭載Android5.1 with H2OS/OxygenOS作業系統，配有5.5英寸1920×1080解析度的螢幕、Qualcomm Snapdragon810八核處理器、3/4GB的隨機存取記憶體、指紋傳感器，後置攝像頭具有1300畫素OIS光學防抖動功能，前置則有500畫素廣角自拍和備有美顏模式。電池方面使用3,300mAh，具有5V/2A快充充電功能。這款手機砂岩黑版、竹質版、酸枝版、黑杏版、凱芙拉版，同期最大競爭對手是小米Note。。一加手机2被官方称为“2016年度旗舰”。

## 詳細規格
| 項目          | 一加手機 2                                                           |
| ------------- | -------------------------------------------------------------------- |
| 系統          | Android 5.1（版本代號「lollipop」）                                  |
| 介面          | OxygenOS、H2OS                                                       |
| 通訊協定 2G   | 2G：GSM/GPRS/EDGE 850/900/1800/1900 MHz                              |
| 協定 3G WCDMA | 中國： B1、B2、B5、B8，使用 HSPA+，最高傳輸速度可達 42 Mbps          |
| 協定 TD-SCDMA | CMCC：B34、B39                                                       |
| 協定 LTE      | 中國：B38、B39、B40、B41 FDD：B1、B3、B7                             |
| 螢幕          | 5.5吋、1920×1080解析度（FULL HD 1080p）                              |
| CPU           | 高通 Snapdragon 810 2.0GHz八核心                                     |
| GPU           | Adreno 430                                                           |
| RAM           | 3/4 GB DDR3                                                          |
| ROM           | 16/64 GB                                                             |
| 尺寸          | 151.8 x 74.9 x 9.85 mm                                               |
| 重量          | 175 g                                                                |
| 電池          | 3300 mAh（具備高速充電）                                             |
| 相機          | 主相機：1300万像素、激光对焦                                         |
| 相機          | 前相機：500 萬像素                                                   |
| 音效          | 3.5mm 耳機孔                                                         |
| 顏色          | 砂岩黑版、竹質版、酸枝版、黑杏版、凱芙拉版                           |
| 感應          | 陀螺儀、重力感應器、趨近感應器、環境光線感應器、數位羅盤、氣壓感測器 |
| 衛星定位      | GPS、GLONASS                                                         |
| 傳輸          | microUSB 2.0（含 MHL 輸出） 藍牙4.1Wi-Fi 802.11 a/ac/b/g/n           |
| 資料來源：    |                                                                      |

## 其他技術資料
一加手機 2配有電容式指紋傳感器，能做到觸摸識別；手機的電池不可拆卸，可在2小時11分充滿电池。此手機配備有Nano-SIM雙卡雙待、RGB呼吸燈、USB Type-C 接口、獨創三段式開關按鍵（靜音、勿擾、響鈴）。

## 爭議與批評
有評論指一加手機 2使用1920×1080螢幕，而非2560×1440螢幕，也没有近場通訊功能，不使用Qualcomm Quick Charge 2.0快速充電功能，不是「2016年度旗艦」。
谷歌工程师Benson Leung及其团队在测试市面上的USB Type-C型线材后指出一加手机2所附赠的USB Type-C型线材不符合USB Type-C规格标准，若在一加手机2之外的其他设备上使用该线材有可能会对设备造成破坏。一加亦以承认这一错误。